# Alice Portugal
Alice Mazzuco Portugal (Salvador, 16 de mayo de 1959) es una química industrial, farmacéutica bioquímica, sindicalista, y política brasileña.
En 1981, obtuvo su licenciatura en farmacia-bioquímica por la Universidad Federal de Bahía. Fue diputada estadual por el PCdoB de Bahía, desde 1999 hasta 2003, cuando fue elegida para la Cámara Federal, habiendo sido reelecta en 2006, y en 2011.

## Actividades Sindicales, Representativas de Clase, y Asociativas
Miembro
- Diretorio Académico de la Facultad de Farmacia, UFBA, Salvador, BA, 1977-1981
- Directorio Central de los Estudiantes, UFBA, Salvador, BA, 1977-1981
- Vicepresidente, 1983-1985 y presidente, 1985-1987 e 1989-1991, ASSUFBA Salvador, BA
- Coordinación General, SINTEST, Salvador, BA, 1991-1993
- FASUBRA, Brasilia, DF, 1990-1992
- Comité Ejecutivo de CUT, Salvador, BA, 1990-1993
- Directorio Ejecutivo de CUT, São Paulo, SP, 1994-1995

## Honores

### Condecoraciones
- Destacada en Plenario, Comité de Prensa de ALBA, Salvador, BA, 1995, 1996, 1999, 2000
- Luiz Cabral, Mejor Parlamentaria, Comité de Prensa de ALBA, Salvador, BA, 1998
- Rui Barbosa, Parlamentaria más Premiada en la 13.ª Legislatura, Comité de Prensa de ALBA, Salvador, BA, 1998
- Moção de Louvor, CM-Alagoinhas, BA, 1997
- Premios Destacada 1997 e 1999, Jornal Gazeta dos Municípios, Alagoinhas, BA, 2000
- Comenda Nacional de Mérito de Farmacéutico, Consejo Federal de Farmacia, Brasilia, DF, 2002

## Vida privada
Es hija de una catarinense, inmigrante italiana, y de un bahiano de São Sebastião do Passé.